# Gebroeders Baldwin
De gebroeders Baldwin (The Baldwin brothers), Alec (1958), Daniel (1960), William (1963) en Stephen (1966) zijn vier Amerikaanse broers die alle vier beroemde acteurs zijn geworden.
De broers zijn de kinderen van Alexander en Carol Baldwin en hebben twee zussen, Jane and Elizabeth. Ze zijn geboren in Massapequa, New York.
Acteur Adam Baldwin heeft geen verwantschap met deze broers. Joseph Michael D'Albora, een neef van de broers, is een acteur met de filmnaam "Joseph Baldwin".
Professioneel worstelaar Dean Roll (Shark Boy), worstelde onder de gimmick "Dean Baldwin, de vijfde en minst bekende Baldwin-broer", in 1997.

## Afbeeldingen

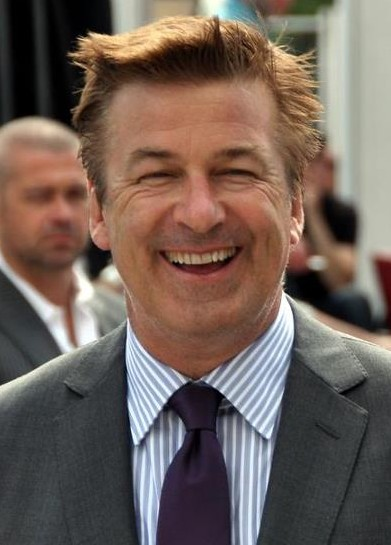
Alec Baldwin in 2012
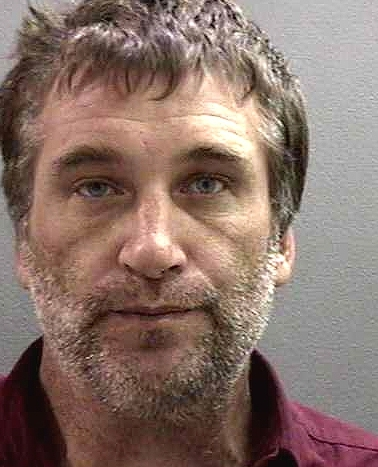
Daniel Baldwin in 2006
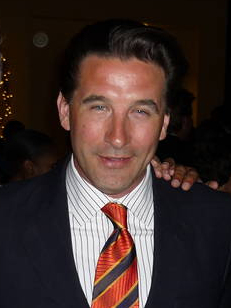
William Baldwin in 2008
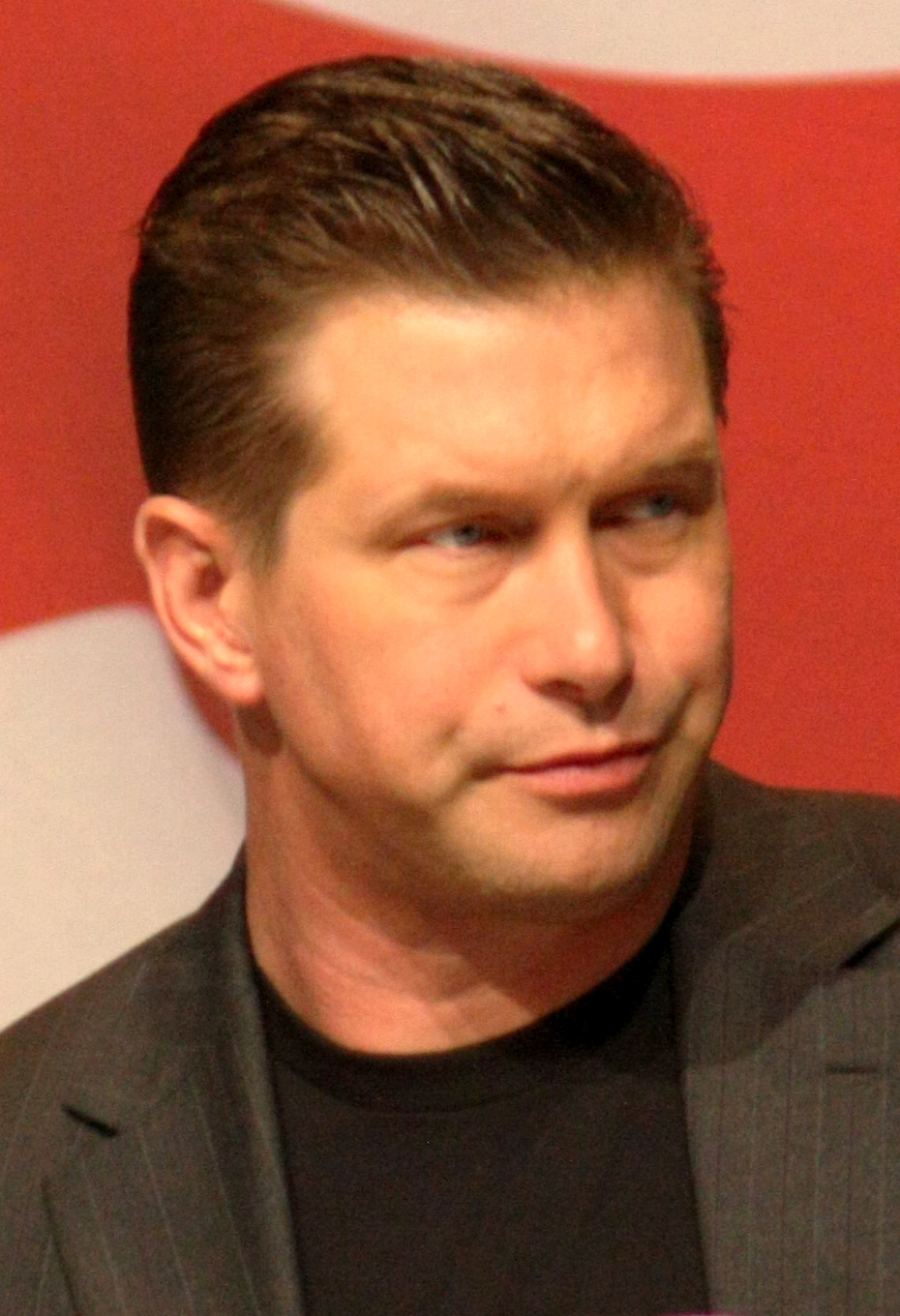
Stephen Baldwin in 2010